# Hans Schoofs
Hans Alfons Godelief Schoofs (Mol, 4 december 1963) is een Belgisch politicus voor Open Vld.

## Levensloop
In 1985 behaalde Schoofs het diploma van leraar aan het Sint-Jozefsinstituut in Genk. Hij werkte van 1986 tot 1993 als leraar in het lager onderwijs, van 1986 tot 1987 in Olen en van 1987 tot 1993 in Wezel.
In navolging van zijn vader en grootvader werd hij politiek actief voor de liberalen. Schoofs was van 1993 tot 1997 nationaal coördinator van de VLD-Jongeren en van 1997 tot 1999 stafmedewerker van VLD-voorzitter Guy Verhofstadt. In die hoedanigheid werd hij verantwoordelijk voor VLD-Nieuwsbrief, het kaderblad van de partij, en adjunct-hoofdredacteur van het nationale ledenblad De Burgerkrant. Van 1999 tot 2004 werkte hij als deeltijds persattaché op het kabinet van Vlaams minister voor Onderwijs Marleen Vanderpoorten. Van 2000 tot 2004 was Schoofs eveneens voorzitter van de VLD-federatie van het arrondissement Mechelen-Turnhout.
Op lokaal politiek vlak werd Schoofs in oktober 1994 voor het eerst verkozen tot gemeenteraadslid van Mol. Hij was er fractievoorzitter voor VLD in de gemeenteraad en werd begin 2001 schepen, bevoegd voor onderwijs, openbare werken, patrimonium, energie, informatie en public relations. Hij behield deze bevoegdheden na de gemeenteraadsverkiezingen van 2006. Ook na de gemeenteraadsverkiezingen van oktober 2012 werd hij opnieuw schepen, ditmaal bevoegd voor openbare werken, patrimonium, informatie, landschappen en monumenten. Schoofs bleef uiteindelijk schepen tot eind 2018 en belandde vervolgens als gemeenteraadslid in de oppositie, tot hij bij de verkiezingen van oktober 2024 niet meer verkozen raakte. Daarnaast zetelde Schoofs van oktober 2000 tot juli 2007 in de provincieraad van Antwerpen en was hij er in dezelfde periode VLD-fractieleider. Van december 2012 tot december 2018 was hij nogmaals provincieraadslid.
Begin juli 2007 kwam Hans Schoofs voor de kieskring Antwerpen in het Vlaams Parlement terecht als opvolger van Bart Somers, die de overstap maakte naar de Kamer van volksvertegenwoordigers. Hij bleef Vlaams volksvertegenwoordiger tot juni 2009 en was er vast lid van de commissies Onderwijs, Vorming, Wetenschap en Innovatie en Economie, Werk en Sociale Economie. Bij de Vlaamse verkiezingen van juni 2009 stond hij als derde opvolger op de lijst. 
Na zijn parlementaire carrière werkte hij als kabinetsmedewerker voor Vlaamse ministers en viceminister-presidenten voor Open VLD, van 2014 tot 2016 voor Annemie Turtelboom, van 2016 tot 2019 voor Bart Tommelein, van januari tot november 2019 voor Lydia Peeters en van 2019 tot 2022 voor Bart Somers. Nadien werd hij in 2022 politiek medewerker voor de partij Open Vld. Sinds 2019 is eveneens actief als consultant in dienstverlening en communicatieondersteuning voor bedrijven in de publieke sector.